# Sortimentsbuchhandlung
Der Ausdruck Sortimentsbuchhandlung (kurz Sortiment) bezeichnet eine Buchhandlung mit einer möglichst breiten Auswahl an Titeln. Sortimentsbuchhandlungen nehmen eine Beratungsfunktion wahr und besorgen dem Kunden nicht vorrätige Titel (Besorgungsgeschäft). Solche Bestellungen erfolgen entweder über den Verlag direkt oder über Barsortimente. Letztere liefern in der Regel über Nacht. Der Sortimentsbuchhandel ist mit 41,8 % Umsatzanteil einer der wichtigsten Vertriebspartner der Verlage.
Nicht zu den Sortimentsbuchhandlungen gehören Bahnhofsbuchhandlungen, Antiquariate, Versandbuchhandlungen oder auch Geschäfte, die neben Büchern vornehmlich Produkte anderer Branchen verkaufen (z. B. Schreibwaren).
Im deutschsprachigen Raum ist die Thalia Bücher GmbH der Marktführer im Sortimentsbuchhandel.